# Skärtorsdagen
Skärtorsdagen är en kristen högtidsdag som infaller torsdagen före påsk, dagen mellan dymmelonsdagen och långfredagen, i stilla veckan. År 2025 innebär detta den 17 april.
Denna dag firar kristendomen att Jesus instiftade nattvarden, då han den natten firade den judiska påskmåltiden tillsammans med sina lärjungar. Namnet skärtorsdagen kommer av att Jesus tvättade lärjungarnas fötter före måltiden. 
"Skär" kommer från ett fornnordiskt ord för 'ren', 'vacker', 'blank' eller 'klar', som också finns i förleden till ordet skärseld. Dagens namn är detsamma på norska och danska. I äldre tid sade man omväxlande "skärdag" och "skärhelgd" om denna torsdag. I Romersk-katolska kyrkan är skärtorsdagen därför också en reningsdag.
Skärtorsdagen utgjorde helgdag i Sverige till år 1772.

## Skärtorsdagens gudstjänst
Temat på skärtorsdagens gudstjänst är nattvardens instiftande. Enligt Svenska Kyrkans kyrkoår är rubriken "Det nya förbundet". Denna festgudstjänst bryter den annars nedtonade liturgin under fastan. Inom Romersk-katolska kyrkan används till exempel inte Gloria under fastans gudstjänster, förutom vid mässan på skärtorsdagens kväll (undantaget Den helige Josefs festdag 19 mars och Jungfru Marie bebådelsedag 25 mars, om de infaller i fastan).
Fastans liturgi tar dock vid igen vid gudstjänstens slut, som går över i åminnelsen av Jesus i Getsemane, där han blir gripen och sedan korsfäst. När kyrkklockorna ringt in till skärtorsdagens mässa, är de sedan tysta fram till gudstjänsten på påsknatten/påskdagen. Som regel kläds altaret av på skärtorsdagskvällen, direkt efter avslutad mässa, vilket innebär att alla ljus, blommor, vaser och dukar bärs bort. Detta symboliserar att Jesus Kristus var bar och utblottad denna natt. Den gudstjänstfirande församlingen kan be Psaltaren 22:19, "de delar mina plagg emellan sig, de kastar lott om mina kläder". Seden att klä av altaret finns särskilt inom Romersk-katolska kyrkan, svenska kyrkan samt inom de ortodoxa kyrkorna. I den ortodoxa kyrkan benämns avklädandet anamphiasis.

### Svenska kyrkan
Söndagens tema enligt 2003 års evangeliebok är Det nya förbundet. De bibeltexter som används för att belysa dagens tema är:
| Matteusserien                                                                       | Markusserien                                                                       | Lukasserien                                                                    | Johannesserien                                                     | Psaltarpsalm      |
| Andra Moseboken 12:1–14 Första Korinthierbrevet 11:20–25 Matteusevangeliet 26:17–30 | Andra Moseboken 24:3–11 Första Korinthierbrevet 10:16–17 Markusevangeliet 14:12–26 | Andra Moseboken 12:15–20 Första Korinthierbrevet 5:6–8 Lukasevangeliet 22:7-23 | Jeremia 31:31–34 Hebreerbrevet 10:12–18 Johannesevangeliet 13:1-17 | Psaltaren 111:1–5 |

Den liturgiska färgen är vit, vilket symboliserar fest, och det betyder att textilierna på predikstol och altare samt prästens kläder är vita. Altaret dekoreras med vita och röda blommor och sex ljus.

## Utomkristna traditioner
De onda makterna ansågs vara som mest i uppror just skärtorsdagens kväll, kvällen innan Långfredagen då Jesus besegrar ondskan. Skärtorsdagen är därför enligt folktron den dag då häxorna begav sig till Blåkulla för att fira häxsabbat med djävulen. Häxorna flög på kvastar, och kunde förhäxa både människor och djur.  Folket kunde skydda sig i form av gömda kvastar och spisrakor, stängda skorstensspjäll och gevärsskott i luften för att försvåra häxornas förehavanden. En och annan påskeld kunde också tändas på skärtorsdagen av samma skäl.
På skärtorsdagen skulle man enligt skånsk tradition äta grönkål till middag.

### Påskkärringar
Folktron kring häxornas aktiviteter var på medeltiden en seriös tro även inom kyrkan, men har med tiden gått över till mer skämtsamma sedvänjor. På 1800-talet ska vuxna människor ha klätt ut sig till häxor för att skrämmas, men med tiden har det blivit en trevlig aktivitet för barn. Utklädda barn går då omkring bland grannarna och med tecknade kort önskar de glad påsk och hoppas att få godis i utbyte.